# Mysidopsis bispinulata
Mysidopsis bispinulata är en kräftdjursart som beskrevs av Brattegard 1974. Mysidopsis bispinulata ingår i släktet Mysidopsis och familjen Mysidae. Inga underarter finns listade i Catalogue of Life.